# Anderson Torres
Anderson Gustavo Torres (Brasilia, 1976) es un expolicía y político brasileño, perteneciente a la Policía Federal, que se desempeñó como Ministro de Justicia y Seguridad Pública bajo la presidencia de Jair Bolsonaro. Tras el asalto de la Plaza de los Tres Poderes en 2023, el Supremo Tribunal Federal ordenó su detención.

## Educación e inicios
Torres es licenciado en derecho por la Universidad Central de Brasilia, con especialización en ciencia policial, investigación criminal e inteligencia estratégica en la Escuela Superior de Guerra. Fue profesor de la Academia de Policía Civil de Rondonia, de la Academia de Policía Militar del Distrito Federal y de la Academia Nacional de Policía.
Comenzó como mecanógrafo de la Policía Civil del Distrito Federal y llegó a ostentar la jerarquía de jefe de la Policía Federal. Coordinó las principales investigaciones enfocadas en la lucha contra el crimen organizado en la Superintendencia de la Policía Federal en Roraima, entre 2003 y 2005. En la institución, trabajó en Roraima y en operaciones en la reserva indígena Raposa Serra do Sol, en la que se detuvo en 2008 al campesino Paulo César Quartiero, líder de los arroceros de la región.
En la Cámara de Diputados, Torres fue el coordinador de  comisiones sobre temas relacionados con seguridad pública y lucha contra el crimen organizado, además de desempeñarse como jefe de gabinete del diputado Fernando Francischini (perteneciente al partido PSL-PR).
De 2019 a 2021 fue Secretario de Estado de Seguridad Pública del Distrito Federal, nominado por el gobernador Ibaneis Rocha.

## Ministro de Justicia y Seguridad Pública
El 29 de marzo de 2021, el presidente Jair Bolsonaro anunció su nominación para el cargo de Ministro de Justicia y Seguridad Pública. Torres asumió el cargo al día siguiente.
En abril de 2021 se reveló que Torres presentó su afiliación al Partido Social Liberal, con miras a las elecciones de 2022 y asumió la presidencia de este partido en el Distrito Federal. El 2 de enero de 2023, Torres fue, nuevamente, designada como Secretario de Seguridad Pública del Distrito Federal.

### Remoción del cargo y orden de detención
El 8 de enero de 2023, Torres fue desplazado de su cargo como Secretario de Seguridad Pública del Distrito Federal debido a los hechos del asalto a la Plaza de los Tres Poderes, que se produjo aquel día. Además, la Defensoría Pública Federal de Brasil ha presentado una solicitud de arresto por supuestamente haber liberado la zona para que se pudiera llevar a cabo el ataque. La detención no pudo hacerse efectiva, puesto que Torres se encontraba en Estados Unidos al momento de los hechos.
En noviembre de 2024 fue acusado por la Policía Federal brasileña junto a 36 personas más, entre los que se encontraban Jair Bolsonaro, Augusto Heleno y Walter Braga Netto, por el intento de asesinato de Lula da Silva con la intención de dar un golpe de Estado.